# Brachydesmus proximus
Brachydesmus proximus är en mångfotingart som beskrevs av Robert Latzel 1889. Brachydesmus proximus ingår i släktet Brachydesmus och familjen plattdubbelfotingar.

## Underarter
Arten delas in i följande underarter:
- B. p. alnorum
- B. p. brunneus
- B. p. cavanus
- B. p. cibelliger
- B. p. cribelliger
- B. p. latzeli
- B. p. palmiensis